# Vênus de Lespugue
A Vênus de Lespugue é uma estatueta de marfim e é considerada uma das célebres Vênus paleolíticas.

## Contexto arqueológico
Foi descoberta em 1922 por R. e S. de Saint-Pérer na "Caverna das Cortinas", em Lespugue, uma localidade do distrito de Saint-Gaudens, na Alta Garona (França). Quando concluía a escavação, um dos últimos golpes de piqueta tirou à luz a estatueta, mas também a danou irremediavelmente. Contrariamente a outras obras análogas, esta foi descoberta num contexto arqueológico preciso, graças a que a escavação foi presumidamente mais cuidadosa. Em efeito, a estatueta veio cortejada por uma indústria lítica e óssea Gravetiana (buris de Noailles, azagaias de base fendida, alisadores, adornos de osso…). Anteriormente chamado "Perigordense Superior", atualmente Gravetiano Médio com buris de Noailles data-se, graças a este fóssil de idade, entre 26 000 e 24 000 anos de antiguidade.

## Descrição
A estatueta de marfim de mamute, quebrada ao ser exumada na escavação, mede, após a reconstrução, 147 milímetros de altura, 60 milímetros de largo e 36 milímetros de grossura.
A forma geral corresponde aos cânones estilísticos assinalados por André Leroi-Gourhan: pode-se inscrever num losango  com o ventre, as nádegas e os seios descomedidamente desenvolvidos (esteatopigia), uma cabeça pequena e desbotada, e uns pés apenas esboçados e pontiagudos.
A cabeça ovoide sem detalhes, sobretudo, no rosto, é comum neste tipo de figuras; porém, leva pequenas incisões paralelas e alongadas que foram interpretadas como uma representação estilizada do pêlo. Os seios e as nádegas formam uma espécie de esfera ou círculo central.
Na parte traseira, cobrindo parcialmente as nádegas, há uma série de estrias paralelas e verticais cuja interpretação foi muito discutida. Talvez seja alguma representação esquemática de alguma prenda de vestir, uma espécie de  mini-saia. Segundo a opinião da investigadora Elizabeth Wayland Barber, experta na história do tecido, é, possivelmente, o exemplo mais antigo da história duma tela trançada. lespugue.

## Conservação
A Vênus de Lespugue é exposta no Museu do Homem de Paris